# 鄒美中
邹美中(？年—？年)，字贤赞，号华亭，别号西林山人，湖北公安县人。邹姓公安三大家人物，禀贡， 清朝诗人， 藏书家。
其长子禀贡鄒崇泗曾于公安县淤泥湖畔赴陂里(现甘家厂乡建“邹美中藏书楼”，专门用以收藏邹美中注书、文字考据、词学研究。“惠及一方学子， 致使乡里学风大涨”。
主要著作： 著有《燕石藏稿》、《邹美中集》、《西林杂著》、《左传约编》、《左传分纪》、《古诗选》、《语策编年》、《唐诗中聲集》、《试律约䇳》、《华亭韻通》、《切韻表》、《音韻支析》、《古韻今韻表》等。代表作有《晚发御路口》，该诗收入《晚晴簃詩滙》 （又名《清詩匯》 ）（徐世昌 編）· 卷一二九

## 文学作品
- 《晚发御路口》（清·邹美中）

划出沧江路，归舟落照边。
天空秋在水，客久日为年。
薄暮催帆急，中流得月先。
谁欤羡鱼者，独自钓寒烟。

- 《文字缘》 （清·邹美中）[1]。

聚书三十年，读书三万卷。
有如蠧简虫，形骸几时变。
積沬不成篆，食字不成仙。
生死于文字，永结未了缘。

- 《黑神庙》 （清·邹美中）[5]

荒祠落日枕山阿，犹忆当年独奋戈。
千古美人悲夜月，四郊戎马渡黄河。
功争郭李威名远，力障江淮战绩多。
风卷灵旗成幻相，丹青姓字浪传讹。

- 楹 联：黑神庙（甘家厂乡）[清·邹美中]

功争郭李威名远；力障江淮战绩多。

## 人生经历
邹美中童年时，父亲去世，成为孤儿，但他能刻苦读书，继承父志。因其居住在“西林山”的南面，故又自称为“西林山人”。年方20岁，考中补廪秀才，30岁时，即无意科举考试，专心学习古文诗词，擅长考证之学。自建藏书楼，内储十三经二十二史，下到脞说丛谈类杂书，不下数万卷。自此闭门谢客，专心教导两个儿子崇泗、崇汉读书，使其都读书成名。他自己也酷爱读书，每天坐在二分竹屋中，手不释卷。他的诗文《文字緣》就是他自己酷爱读书的写照。 对于音律学，他钻研尤深，曾编纂《古韵今韵表》。

## 服务乡梓
清道光十二年 (1832), 由他领修淤泥垸围堤。他拿出黄金800两，从邹家厂起，经陶家汊、实竹园、庄鼓台、藕子湖、七里庙、丁堤拐、何家潭、蔡家屋场，至白竹岗，随地高处筑堤。因工程浩大，功未竟而卒。后由其子崇汉于光绪九年（1883）继续加修，全堤告竣，名黄金堤。他还订立社约来训化乡里，使乡里的人能团结互助、相互扶持。他去世后，乡里人送他挽联“训俗型方，一乡善士；著书立说，尚友古人”以示赞颂。

## 亲属
父親鄒振让， 禀贡，任黄梅教谕训导。
幼第鄒璧中；
美中有子二人鄒崇泗， 鄒崇漢。
鄒崇泗，号鲁溪。 禀贡，曾任《公安县志》（清同治版）纂辑。 
鄒崇漢，号星溪。道光丙午举人解元。 清朝诗人。